# Václav Vaník-Váňa
Václav Vaník-Váňa (5. prosince 1905 Blatná – 1964[zdroj?]) byl český fotbalista, reprezentant Československa.

## Fotbalová kariéra
Za československou reprezentaci odehrál v letech 1925 a 1927 dvě utkání. V československé lize frál za Viktorii Žižkov a ČAFC Vinohrady. Jmenoval se sice Vaník, ale měl přezdívky Váňa či Vaněček.

## Ligová bilance
| Ročník                                       | Zápasy | Góly | Klub               |
| -------------------------------------------- | ------ | ---- | ------------------ |
| Asociační liga 1925                          | 1      | 0    | SK Viktoria Žižkov |
| Středočeská 1. liga 1925/26                  | 10     | 2    | SK Viktoria Žižkov |
| Kvalifikační soutěž Středočeské 1. ligy 1927 | -      | 6    | SK Viktoria Žižkov |
| Středočeská 1. liga 1927/28                  | -      | 0    | SK Viktoria Žižkov |
| Středočeská 1. liga 1928/29                  | -      | -    | SK Viktoria Žižkov |
| 1. asociační liga 1929/30                    | -      | 1    | ČAFC Vinohrady     |
| 1. asociační liga 1930/31                    | 2      | 0    | SK Viktoria Žižkov |
| CELKEM 1. liga                               | 62     | 1    |                    |